# Edsås en deel van Skaftared
Edsås en deel van Skaftared (Zweeds: Edsås och del av Skaftared) is een småort in de gemeente Alingsås in het landschap Västergötland en de provincie Västra Götalands län in Zweden. Het småort heeft 133 inwoners (2005) en een oppervlakte van 37 hectare. Het småort bestaat uit de plaats Edsås en een deel van de plaats Skaftared.